# آی‌سی‌دی-۱۰
آی‌سی‌دی-۱۰ (به انگلیسی: ICD-10) دهمین ویرایش از طبقه‌بندی بین‌المللی آماری بیماری‌ها است که توسط سازمان بهداشت جهانی(WHO) منتشر شده‌است. این جزوه حاوی فهرستی از بیماری‌ها، علائم و نشانه‌ها، ناهنجاری‌ها و علل خارجی آسیب‌ها یا بیماری است. کار بر روی آی‌سی‌دی-۱۰ در سال ۱۹۸۴ آغاز شد تا در چهل و سومین مجمع جهانی بهداشت در سال ۱۹۹۰ مورد تأیید قرار گرفت.
از ۱ ژانویه ۲۰۲۲ آی‌سی‌دی-۱۱ (ICD-11) جایگزین این نسخه خواهدشد.

## جلدها
دهمین ویرایش  طبقه‌بندی بین‌المللی آماری بیماری‌ها شامل سه جلد می باشد:

### جلد اول:‌ فهرست شماره های کد
جلد اول که در سال 1992 منتشر شد دارای بخش های زیر است:
مقدمه، مراکز همکاری سازمان بهداشت جهانی برای طبقه بندی بیماری ها ، گزارش کنفراس بین المللی دهمین ویرایش ICD ، فهرست رده های سه نمادی، فهرست جداول مشمولات و زیر رده های سه نمادی، ریخت شناسی نئوپلاسم ها، فهرست جداول خاص برای مرگ و میر و ناخوشی، تعاریف و مقرراتی در خصوص نامگذاری که مقرراتی در مورد گردآوری و انتشار آمارها در مورد بیماری ها و علل مرگ می باشد.

### جلد دوم:‌ راهنمای آموزشی
جلد دوم که در سال 1993 منتشر شد شامل بخش های زیر است:
توصیف ICD-10 ، چگونگی استفاده از ICD ،‌ قوانین و مقررات کدگذاری مرگ و میر و ناخوشی ، نحوه ارائه آمار و تاریخچه ایجاد ICD است.

### جلد سوم: فهرست الفبایی
جلد سوم در سال 1994 منتشر شد و پس از مقدمه دارای سه بخش است:
1. بخش اول:‌ فهرست الفبایی بیماری ها و ماهیت صدمات
2. بخش دوم:‌ عوامل خارجی صدمه
3. بحش سوم : فهرست داروها و مواد شیمیایی

فهرست الفبایی ICD-10 دارای بیش از 90000 واژه تشخیصی است که برخی از آن ها واژها های مترداف هستند. از آنجا که ICD-10 یک سیستم طبقه بندی است باید تمامی واژه های تشخیصی و واژه های مربوط به مشکلات بهداشتی را در بر بگیرد. این واژه ها در جلد سوم ICD-10 گنجانده شده اند.

## فصل‌ها
| طبقه‌بندی بین‌المللی آماری بیماری‌ها ویرایش ۱۰ | طبقه‌بندی بین‌المللی آماری بیماری‌ها ویرایش ۱۰ | طبقه‌بندی بین‌المللی آماری بیماری‌ها ویرایش ۱۰                                         |
| باب                                         | بلوک                                        | عنوان                                                                               |
| ------------------------------------------- | ------------------------------------------- | ----------------------------------------------------------------------------------- |
| I                                           | A00-B99                                     | برخی بیماری‌های عفونی و انگلی                                                        |
| II                                          | C00-D48                                     | سرطان‌ها                                                                             |
| III                                         | D50-D89                                     | بیماری‌های خون و اجزای تشکیل دهنده خون و اختلالات خاص مربوط به مکانیسم ایمنی         |
| IV                                          | E00-E90                                     | غده درون‌ریز، تغذیه و بیماری‌های متابولیک                                             |
| V                                           | F00-F98                                     | اختلالات رفتاری و روانی                                                             |
| VI                                          | G00-G99                                     | بیماری‌های سیستم عصبی                                                                |
| VII                                         | H00-H59                                     | بیماری‌های چشم و adnexa                                                              |
| VIII                                        | H60-H95                                     | بیماری‌های گوش و روند ماستوئید                                                       |
| IX                                          | I00-I99                                     | بیماری‌های دستگاه گردش خون                                                           |
| X                                           | J00-J99                                     | بیماری‌های دستگاه تنفسی                                                              |
| XI                                          | K00-K93                                     | بیماری‌های دستگاه گوارش                                                              |
| XII                                         | L00-L99                                     | بیماری‌های پوست و بافت زیر جلدی                                                      |
| XIII                                        | M00-M99                                     | بیماری‌های سیستم اسکلتی عضلانی و بافت همبند                                          |
| XIV                                         | N00-N99                                     | بیماری‌های سیستم ادراری تناسلی                                                       |
| XV                                          | O00-O99                                     | بیماری‌های بارداری، زایمان و نازایی                                                  |
| XVI                                         | P00-P96                                     | شرایط خاصی که منشأ آن در دوره پری ناتال باشد                                        |
| XVII                                        | Q00-Q99                                     | ناهنجاری‌های مادرزادی، تغییر شکل و اختلالات کروموزومی                                |
| XVIII                                       | R00-R99                                     | علایم، نشانه‌ها و اختلالات بالینی و یافته‌های آزمایشگاهی، دیگر یافته‌های طبقه‌بندی نشده |
| XIX                                         | S00-T98                                     | آسیب دیدگی، مسمومیت و برخی پیامدهای دیگر ناشی از علل خارجی                          |
| XX                                          | V01-Y98                                     | علل خارجی مرگ و میر                                                                 |
| XXI                                         | Z00-Z99                                     | عوامل مؤثر بر سلامت و تماس با خدمات بهداشتی و درمانی                                |
| XXII                                        | U00-U99                                     | کدهایی برای مقاصد خاص                                                               |